# Raffaele De Grada (pittore)

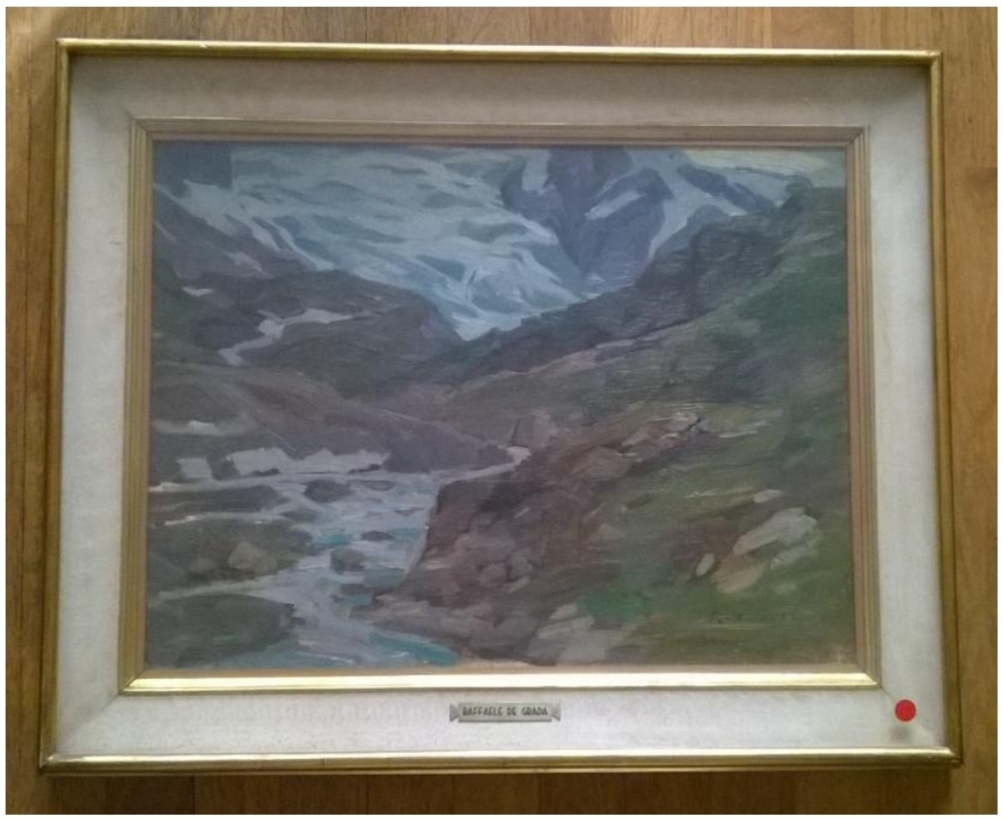
Raffaele De Grada - montagne Olio su tela (Casa Museo Francesco Cristina)

Raffaele De Grada (Milano, 2 marzo 1885 – Milano, 10 aprile 1957) è stato un pittore italiano.

## Biografia
Nasce a Milano, a Porta Genova, nel marzo del 1885, primo di cinque figli, da Antonio (pittore) e da Teresa Amelotti. La sua famiglia si trasferì in Argentina nel 1889, per far ritorno in Lombardia dopo qualche mesi in 1890, e poi in Svizzera dal 1895.
Giovanissimo aiuta il padre, nei suoi lavori di decorazione di chiese e case nobili; poi, negli anni dal 1902 al 1908, frequenta le Accademie di Dresda e di Karlsruhe.
Nel 1913 esordisce con una personale a Zurigo. Viaggia di frequente in Italia dove incontra e sposa nel 1915 Magda Ceccarelli. L'anno successivo nasce a Zurigo il figlio Raffaele (che si dedicherà alla critica d'arte e alla politica). È interessato alla pittura di paesaggio, per la quale cerca tuttavia nuove soluzioni legate alla natura e allo stato d'animo.
Nel 1919 decide di stabilirsi in Italia in modo definitivo. Nel 1920 è a San Gimignano dove gli nasce la figlia Lidia De Grada; poi è a Settignano presso Firenze. La sua prima personale italiana risale al 1921 a Firenze in Palazzo Antinori, riscuotendo l'attenzione della critica e dell'ambiente artistico fiorentino.
Nel 1922 si trasferisce a Giramonte, nei pressi di Arcetri.
Nello stesso anno è invitato alla Biennale di Venezia alla quale parteciperà in quasi tutte le edizioni successive. 

Nel 1926 a Milano partecipa alla prima mostra del Novecento Italiano. Nel 1928 ha una sua personale alla Biennale veneziana. Nel 1929 prende parte alla seconda esposizione del Novecento Italiano alla Permanente di Milano. Nel 1930 si trasferisce a Milano.
Nel 1931 è chiamato ad insegnare all'ISIA di Monza (incarico che conserverà fino all'inizio della seconda guerra mondiale).
Continua a dedicarsi al paesaggio: quello delle periferie milanesi, della Brianza e quello toscano, confrontandosi con la pittura di Corot e di Cézanne.
Muore a Milano il 10 aprile 1957.

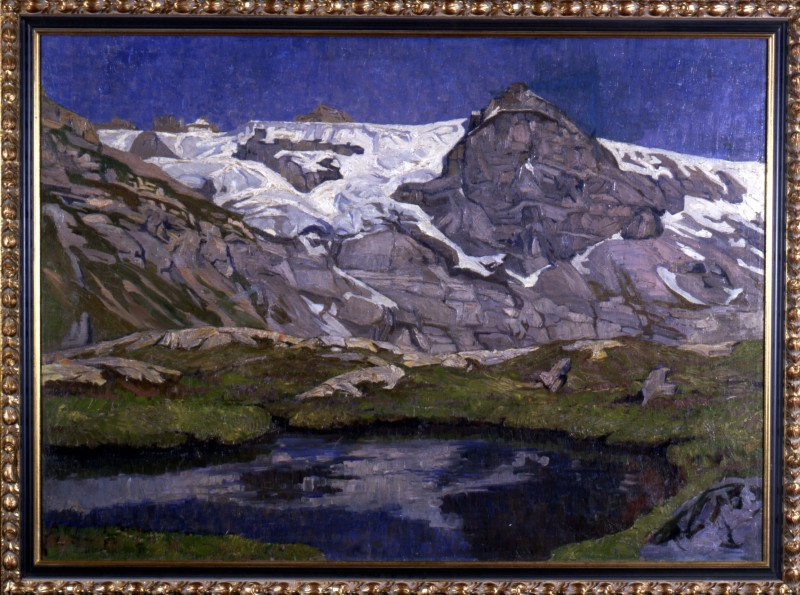
Le Alpi di Glarus, 1913 circa, Milano, Collezioni d'arte della Fondazione Cariplo
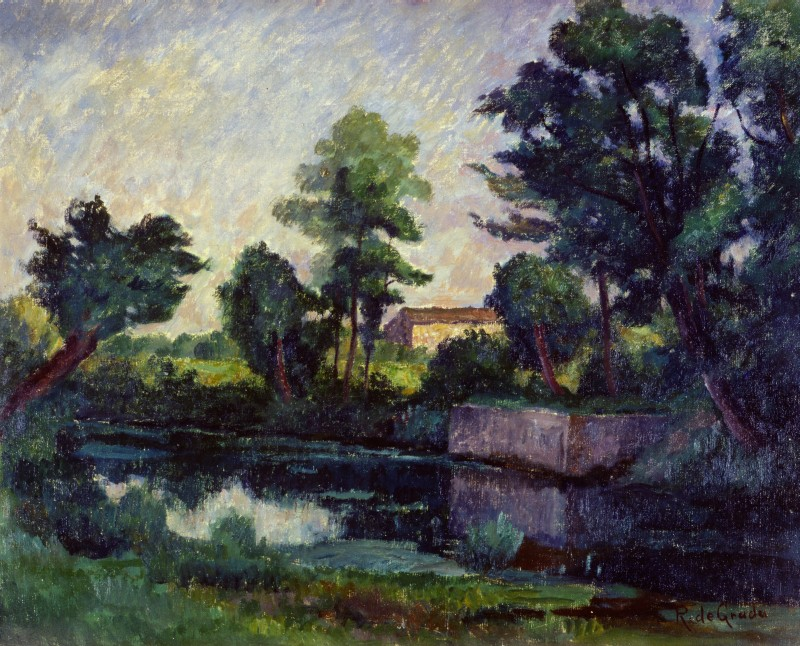
Stagno, 1949 circa, Milano, Collezioni d'arte della Fondazione Cariplo
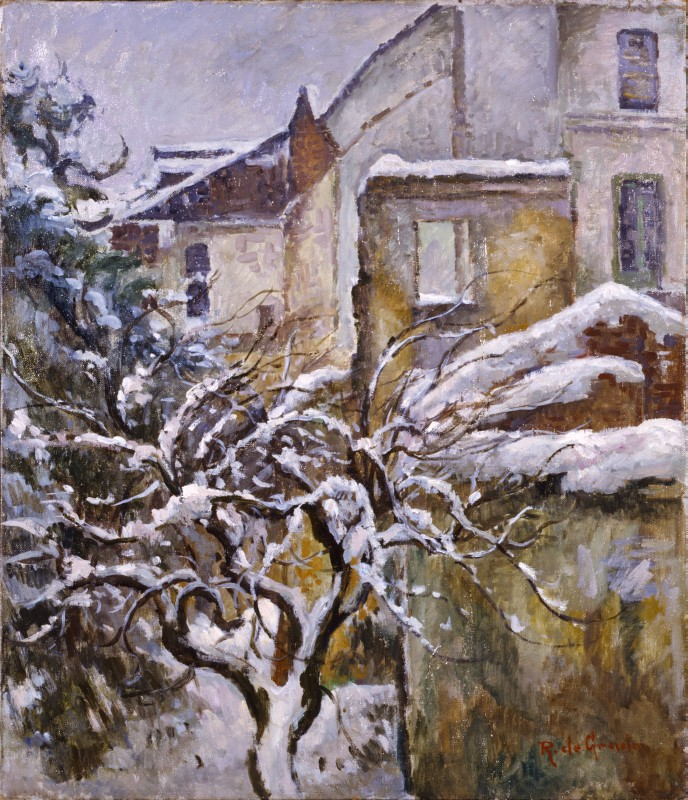
Neve, 1959 circa, Milano, Collezioni d'arte della Fondazione Cariplo
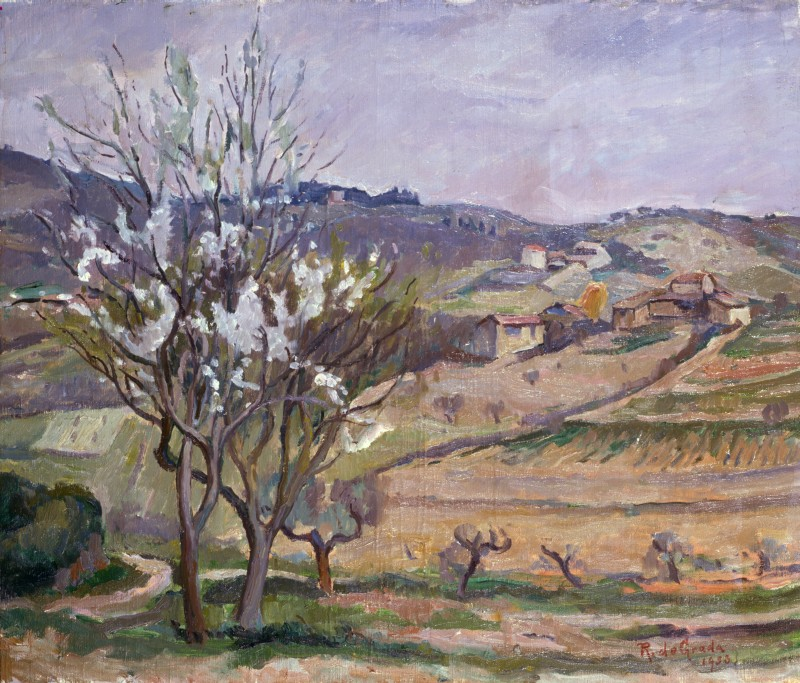
Paesaggio, 1953, Milano, Collezioni d'arte della Fondazione Cariplo